# Marceline Miéville
Marceline Miéville (nach ihrer Scheidung Marceline Cordone; * 26. Oktober 1921 in Lausanne; † 8. August 2014 ebenda; heimatberechtigt ebenda) war eine Schweizer Politikerin (PdA, später: RML), Feministin und Zahnärztin. Sie kandidierte 1959 als erste Frau für den Ständerat.

## Ausbildung und Beruf
Miéville studierte Zahnmedizin an der Universität Lausanne. Ab 1946 war sie diplomierte Zahnärztin.

## Politik
Die engagierte Feministin war ab 1957 Mitglied in der Lausanner Sektion des Schweizerischen Verbands für Frauenstimmrecht, hatte Sympathien für die Drittweltbewegung und engagierte sich in der Schweizer Frauenvereinigung für Frieden und Fortschritt. 1948 trat sie der kommunistischen Partei der Arbeit der Schweiz (PdA) bei. Als erste Frau in der Schweiz stellte sich Miéville einer eidgenössischen Wahl und kandidierte 1959 als Vertreterin der PdA für den Ständerat. Das Ereignis erregte in der ganzen Schweiz und im Ausland grosses mediales Aufsehen. Sie erzielte 15 % der Stimmen (17'643) und damit einen Achtungserfolg weit über die Wählerstärke ihrer Partei hinaus. Obwohl den Waadtländerinnen seit der Verankerung des Frauenstimm- und Wahlrechts in Artikel 23 der Kantonsverfassung 1959 die Wahl in den Ständerat offenstand, durften sie jedoch erst 1971 an den Nationalratswahlen teilnehmen. Von 1962 bis 1969 war sie Grossrätin der PdA im Waadtländer Grossrat. Ab 1969 war sie Mitglied in der trotzkistischen Revolutionären Marxistischen Liga.